# Алексис Караливанос
Алѐксандрос (Алѐксис) Каралѝванос (на гръцки: Αλέξανδρος, Αλέξης Καραλίβανος) е гръцки разбойник, по-късно андартски капитан от Югозападна Македония.

## Биография
Караливанос е роден в град Кожани. Служи в гръцката армия като подофицер. По-късно става разбойник и в 1899 година отвлича край Клисура богатия солунски търговец Симос Симотас, който пътува към родната си Клисура. В завързалото се сражение са убити трима души от конвоя на Симотас. Симотас остава 40 дни в плен и е освободен, след като семейството му плаща откуп от 1000 златни лири. Но четата на Караливанос е разбита от властите. Караливанос получава амнистия от султана и е използван от турските власти в граничната охрана.
Костурският владика Германос Каравангелис привлича към гръцката пропаганда по собствените му думи
| „ | ... някогашния разбойник Караливанос и по-сетнешен верен инструмент на Несад паша. | “ |

и Караливанос действа заедно с Павлос Мелас и Георгиос Цондос. На 12 октомври 1904 година Алексис Караливанос подпомага четата на Мелас в нападението на екзархийски къщи в Неред, но нападението е отблъснато, като са убити 5 души от местното население. На 4 декември 1904 година заедно с Георгиос Цондос и Хрисостомос Хрисомалидис елиминират в Либешево войводата от ВМОРО Костандо Живков.
Караливанос е арестуван в Кожани през януари 1905 година от турските власти и е изпратен в затвора в Битоля. Освободен е след Младотурската революция в 1908 г.